# Oktagon MMA
Oktagon je česko-slovenská organizace pořádající turnaje ve smíšených bojových uměních (MMA) na území České republiky, Slovenska, od června roku 2022 i na území Německa a od listopadu roku 2023 i na území Velké Británie. Jejími zakladateli a majiteli jsou Ondřej Novotný a Pavol Neruda. První turnaj organizace uspořádala 10. prosince 2016 v Praze. V současnosti organizace uspořádala za 6 let více než 65 turnajů. Organizace připravuje také sportovní reality show ze světa bojových sportů s názvem Oktagon Výzva. V roce 2023 byla organizace nominována v celkem 4 kategoriích (Nejlepší organizace, promotér, submise roku a návrat roku) na World MMA Awards.

## Historie
Organizace Oktagon MMA o sobě dala poprvé vědět v roce 2016, když začala natáčet reality show Oktagon Výzva, ve které bojovalo 8 bojovníků (4 z Česka a 4 ze Slovenska) po vzoru americké reality show The Ultimate Fighter o smlouvu s organizací a 10 000 €. Reality show se v Česku vysílala na O2 TV Sport a na Slovensku na JOJ Plus. Výzva vyvrcholila 10. prosince 2016 na historicky prvním turnaji Oktagon 1, který se konal v pražské Sportovní hale Královce, kde ve finále první série Oktagon Výzvy zvítězil slovenský bojovník Gábor Boráros, který porazil Jakuba Běleho po necelých 4 minutách 1. kola via submission (RNC).
V roce 2017 organizace uspořádala 3 turnaje. Na dubnovém turnaji Oktagon 2, který se konal v bratislavské HANT aréně, v hlavním zápase Gábor Boráros porazil Rolanda Čambala po 3 minutách 1. kola via TKO. Červencový Oktagon 3 se konal na centrálním tenisovém dvorci na pražské Štvanici a v hlavním zápase zde slovenský bojovník Attila Végh porazil Ira Paula Byrna jednomyslným rozhodnutím na body. V listopadu 2017 organizace uspořádala turnaj Oktagon 4, který se opět konal v HANT aréně v Bratislavě a na kterém se konalo finále druhé série Oktagon Výzvy. V něm Samuel Krištofič porazil Radovana Úškrta po 2 minutách 3. kola via submission (Arm–Triangle Choke).
17. března roku 2018 se organizace poprvé představila v Ostravě, konkrétně v RT Torax aréně, kde se v hlavním zápase utkal Ľudovít Klein s Matějem Kuzníkem. Po 4 kolech byl zápas na pokyn doktora ukončen a Ľudovít Klein se stal vítězem via TKO. Následoval turnaj Oktagon 6, který se konal 26. května 2018 ve Steel aréně v Košicích. V hlavním zápase se zde představil Samuel Krištofič, který v 1. kole ukončil Ondřeje Rašku via TKO. 28. července 2018 organizace podruhé uspořádala turnaj na centrálním dvorci pražské Štvanice a to sice turnaj Oktagon 7. V hlavním zápase tohoto turnaje se v historicky prvním titulovém zápase organizace utkal Michal Martínek s Danielem Dittrichem o titul na těžké váhy. Ve 3. kole zde Martínek porazil Dittricha via TKO a stal se tak historicky prvním šampionem organizace Oktagon MMA. Turnaj Oktagon 8 byl součástí natáčení třetí série Oktagon Výzvy. V karlovarském hotelu Imperial se v semifinále reality show utkali Jakub Dohnal s Matúšem Arpášem a Karol Ryšavý s Azizem Dauliatovem. Do finále show postoupili Jakub Dohnal a Karol Ryšavý, jejichž vzájemný souboj se následně uskutečnil na turnaji Oktagon 10. V polovině září 2018 se organizace poprvé představila v největší slovenské hale, na Zimním stadionu Ondreje Nepely v Bratislavě, s turnajem Oktagon 9, v jehož hlavním zápase Samuel Krištofič prohrál jednomyslně na body s Grzegorzem Siwym z Polska. Posledním turnajem roku byl jubilejní Oktagon 10, který se konal 17. listopadu 2018 v pražské O2 areně. Ve finále třetí série Oktagon Výzvy zvítězil Karol Ryšavý ve 2. kole via TKO. Poprvé od turnaje Oktagon 4 se představil také Attila Végh, který porazil Brazilce Maiquela Falcaa jednomyslně na body. V hlavním předzápase se historicky prvním šampionem velterové váhy organizace stal David Kozma poté, co se jeho soupeř Gábor Boráros ve 2. kole zranil a nemohl pokračovat v boji. Hlavní zápas turnaje obstarali bývalý šampion Fight Nights Global Tomáš Deák a Američan Cory Galloway. V tomto zápase zvítězil Tomáš Deák po třech kolech jednomyslně na body. 11. února 2019 představila organizace na předsezónní tiskové konferenci Oktagon PrimeTime podpis smlouvy s Karlosem Vémolou a oznámila, že na konci roku se uskuteční zápas Vémoly s bývalým šampionem organizace Bellator Attilou Véghem.
Prvním turnajem roku 2019 byl Oktagon 11, který se po téměř roce vrátil do Ostravy, konkrétně do Ostravar Arény, a na němž se poprvé v organizaci představil Karlos Vémola, který zvítězil nad Pawlem Brandysem v 1. kole via submission (RNC). V hlavním zápase nastoupil do své první titulové obhajoby šampion David Kozma, který vyzyvatele Samuela Krištofiče zdolal po pěti kolech jednomyslně na body a obhájil tak svůj titul velterové váhy. O měsíc později se v košické Crow areně uskutečnil první turnaj ze série Oktagon Prime, v jehož hlavním zápase zvítězil Jozef Wittner nad Adamem Horvathem ve 2. kole via TKO.

### Vysílací partneři
| Typ | Název          | Pokrytí                                | Jazyk                      |
| --- | -------------- | -------------------------------------- | -------------------------- |
| PPV | Oktagon.TV     | Celosvětově                            | CS, DE, EN, SK             |
| TV  | Premier Sport  | CZ, SK                                 | CS, SK                     |
| VOD | RTL+           | AT, CH, DE, LI, LU                     | DE                         |
| VOD | DAZN           | Celosvětově (kromě AT, CH, CZ, DE, SK) | EN                         |
| TV  | Arena Sport    | BA, HR, ME, MK, RS, SI                 | HR, SR                     |
| TV  | Setanta Sports | Východní Evropa                        | EN, KA, KK, KY, LV, RU, UK |
| TV  | Cosmote Sport  | Řecko                                  | EL                         |
| TV  | RMC Sport      | Francie                                | FR                         |

## Oktagon Underground
Covidová situace v roce 2020 postihla všechno a všechny. Bojové sporty nevyjímaje. Organizace Oktagon MMA musela z tohoto důvodu zrušit turnaj původně naplánovaný na březen. Zakladatelé organizace proto během Covidového lockdownu vymysleli unikátní projekt Oktagon Underground. První Oktagon Underground byla série 7 turnajů, ve kterých se zápasníci a zápasnice utkali v několika váhových kategoriích podle upravených pravidel. Jednalo se výhradně o zápasy v postoji, u kterých se ale mohl souboj přenést na zem pomocí takedownu.Tam byl po 3 sekundách aktivní kontroly takedown uznaný jako úspěšný a souboj se vrátil zpět do postoje. Dovoleny byly taktéž submise a páčení v postoji.

## Oktagon Výzva / Oktagon Challenge
Oktagon MMA pravidelně pořádá TV show, ve které dává šanci začínajícím MMA bojovníkům získat profesionální smlouvu s organizací. Show nejprve začínala pod názvem Oktagon Výzva, později, po expanzi do Německa, Anglie a Irska, se show přejmenovala na Oktagon Challenge.
| Ročník                                  | Finále                             | Vítěz            | Poražený finalista |
| --------------------------------------- | ---------------------------------- | ---------------- | ------------------ |
| Oktagon Výzva I.                        | Oktagon 1 - Hala Královka Praha    | Gábor Boráros    | Jakub Běle         |
| Oktagon Výzva II.                       | Oktagon 4 - Hant Aréna, Bratislava | Samuel Krištofič | Radovan Úškrt      |
| Oktagon Výzva III.                      | Oktagon 10 - O2 Arena, Praha       | Karol Ryšavý     | Jakub Dohnal       |
| Oktagon Výzva IV.                       | Oktagon 18 - Zoner Bobyhall, Brno  | Lucia Szabová    | Sandra Mašková     |
| Oktagon Výzva V.                        | Oktagon 20 - Zoner Bobyhall, Brno  | Roman Paulus     | Tomáš Zajac        |
| Oktagon Challenge VI. Německo           | Oktagon 33 - Festhalle, Frankfurt  | Selim Topuz      | Hassan Shaaban     |
| Oktagon Challenge VII. Anglie vs. Irsko | Oktagon 48 - AO Arena, Manchester  | George Staines   | Denis Frimpong     |

## Tipsport Gamechanger
Tipsport Gamechanger je projekt, ve kterém se vyřazovací metodou utkává 16 bojovníků z vybrané váhové kategorie během čtyř kol. Jednotlivé duely jsou zařazeny do zápasové karty turnajů pořádané Oktagonem. Sázková kancelář Tipsport se na turnaji podílí dotací 1 mil €, která se rozdělí mezi všech 16 zápasníků podle úspěšnosti.

## Turnaje

### Návštěvnost turnajů
V následujícím přehledu je uveden seznam pěti nejnavštěvovanějších událostí Oktagon MMA v celé historii organizace. Aktuálně první místo drží turnaj Oktagon 62, s návštěvou přesahující 58 tisíc diváků. Druhým je Oktagon 58, který se vůbec poprvé uskutečnil na fotbalovém stadionu, konkrétně v pražské Fortuna Areně. Do první pětky se dostaly ještě turnaje v pražské O2 areně a v Lanxess Areně v Kolíně nad Rýnem.
| Pořadí | Číslo Turnaje | Stát    | Místo konání                   | Počet diváků |
| ------ | ------------- | ------- | ------------------------------ | ------------ |
| 1      | Oktagon 62    | Německo | Deutsche Bank Park, Frankfurt  | 59 148       |
| 2      | Oktagon 58    | Česko   | Fortuna Arena, Praha           | 27 392       |
| 3      | Oktagon 72    | Česko   | Fortuna Arena, Praha           | 25 417       |
| 4      | Oktagon 15    | Česko   | O2 Arena, Praha                | 19 347       |
| 5      | Oktagon 49    | Německo | Lanxess Arena, Kolín nad Rýnem | 19 000       |

## Aktuální šampioni

### Muži
| Váhová kategorie | Jméno              | Od                                    | Obhajoby | Další zápas                     |
| ---------------- | ------------------ | ------------------------------------- | -------- | ------------------------------- |
| Muší váha        | Zhalgas Zhumagulov | 28. června 2025 (vs. Beno Adamia)     | –        | –                               |
| Bantamová váha   | Bez šampióna       | –                                     | –        | –                               |
| Pérová váha      | Bez šampióna       | –                                     | –        | –                               |
| Lehká váha       | Bez šampióna       | –                                     | –        | –                               |
| Welterová váha   | Ion Surdu          | 07.prosince 2024 (vs. Kaik Brito)     | –        | vs Andrej Kalašník (Oktagon 79) |
| Střední váha     | Kerim Engizek      | 12.října 2024 (vs. Patrik Kincl)      | –        | –                               |
| Polotěžká váha   | Will Fleury        | 29. prosince 2024 (vs. Karlos Vémola) | –        | –                               |
| Těžká váha       | Will Fleury        | 09. března 2025 (vs. Lazar Todev)     | –        | –                               |

### Ženy
| Váhová kategorie | Jméno          | Od                                    | Obhajoby | Další zápas |
| ---------------- | -------------- | ------------------------------------- | -------- | ----------- |
| Slámová váha     | Mallory Martin | 12. října 2024 (vs. Katarina Dalisda) | –        | –           |
| Muší váha        | Bez šampionky  | –                                     | –        | –           |
| Bantamová váha   | Lucia Szabová  | 9. srpna 2025 (vs. Cecilie Bolander)  | –        | –           |

## Žebříčky

### Muži
Aktualizováno 01/07/2025
| #  | Muší váha          | Bantamová váha  | Pérová váha     | Lehká váha         | Velterová váha           | Střední váha        | Polotěžká váha     | Těžká váha         |
| -- | ------------------ | --------------- | --------------- | ------------------ | ------------------------ | ------------------- | ------------------ | ------------------ |
| C  | Zhalgas Zhumagulov | bez šampiona    | Losene Keita    | Losene Keita       | Ion Surdu                | Kerim Engizek       | Will Fleury        | Will Fleury        |
| IC |                    |                 |                 |                    |                          | Makhmud Muradov     |                    |                    |
| 1  | Beno Adamia        | Igor Severino   | Niko Samsonidse | Lom-Ali Eskiev     | Ronald Paradeiser        | Patrik Kincl        | Karlos Vémola      | Lazar Todev        |
| 2  | Sam Creasey        | Jack Cartwright | Mago Machaev    | Ivan Buchinger     | Kaik Brito               | Piotr Wawrzyniak    | Alexander Poppeck  | Kasim Aras         |
| 3  | Mohammed Walid     | Jonas Mågård    | Max Holzer      | Mateusz Legierski  | Robert Pukač             | Marek Mazuch        | Daniel Škvor       | Patrick Vespaziani |
| 4  | Aaron Aby          | Farbod Nezhad   | Richie Smullen  | Max Coga           | Andrej Kalašnik          | Samuel Krištofič    | Pavol Langer       | Adam Pałasz        |
| 5  | Stipe Brčić        | Mate Sanikidze  | Daniel Torres   | Attila Korkmaz     | Christian Eckerlin       | Vlasto Čepo         | Atila Végh         | Sebestian Herzberg |
| 6  | Christopher Daniel | Antun Račić     | James Hendin    | Predrag Bogdanović | Jessin Ayari             | Matěj Peňáz         | Frederic Vosgröne  | Tadej Dajčman      |
| 7  |                    | Josh Hill       | Edgar Jimenez   | Gökhan Aksu        | David Kozma              | Mick Stanton        | Zdeněk Polívka     | Ruben Wolf         |
| 8  |                    | Elvis Silva     | Gjoni Palokaj   | Jakub Bahník       | Marcel Mohamed Grabinski | Jaime Cordero       | Mateusz Strzelczyk | Sofiane Boukichou  |
| 9  |                    | Ayton Paepe     | Deniz Ilbay     | Alan Omer          | Máté Kertész             | Andreas Michailidis | Jorick Montagnac   | Wallyson Carvalho  |
| 10 |                    | Roman Paulus    | Khalid Taha     | Denis Frimpong     | Christian Jungwirth      | Hojat Khajevand     | Marc Doussis       | Kerisson Rezende   |

### Ženy
Aktualizováno 01/07/2025
| #  | Slámová váha       | Muší váha         | Bantamová váha   |
| -- | ------------------ | ----------------- | ---------------- |
| C  | Mallory Martin     | bez šampionky     | Cecilie Bolander |
| 1  | Katharina Dalisda  | Veronika Smolková | Lucia Szabová    |
| 2  | Jacinta Austin     | Mileide Simplicio | Lucie Pudilová   |
| 3  | Eva Dourthe        | Aitana Álvarez    | Alina Dalaslan   |
| 4  | Anita Bekus        | Jovana Đukić      | Kalindra Faria   |
| 5  | Magda Šormová      |                   | Róża Gumienna    |
| 6  | Karolina Wójcik    |                   |                  |
| 7  | Isabella de Pádua  |                   |                  |
| 8  | Monika Chochlíková |                   |                  |
| 9  |                    |                   |                  |
| 10 |                    |                   |                  |

### P4P
Aktualizováno 01/07/2025
| 1  | Losene Keita       |
| 2  | Will Fleury        |
| 3  | Kerim Engizek      |
| 4  | Ion Surdu          |
| 5  | Mallory Martin     |
| 6  | Zhalgas Zhumagulov |
| 7  | Cecilie Bolander   |
| 8  | Makhmud Muradov    |
| 9  | Ronald Paradeiser  |
| 10 | Karlos Vémola      |